# Gabriel Feydel
 (mai 2011).
Améliorez-le ou discutez des points à vérifier. 
Gabriel Victor Feydel (Cahors, 1756 - Paris, 22 avril 1840) est un journaliste français.

## Feydel sous l'Ancien Régime
Né en 1756 dans l'actuel département de l'Isère[réf. nécessaire], de  François Brusson de Feydel, écuyer, garde du corps du Roi, il reçut une formation technique et militaire. Il prétend avoir été lieutenant dans sa jeunesse, mais il quitta rapidement l'armée et n'est connu que comme littérateur et  journaliste. Il publie sa première œuvre L'art de nager, sous le pseudonyme de Nicolas Roger, en 1783, pseudonyme qu'il utilisera à plusieurs reprises . À la même époque, il envoie des contributions à divers journaux. En 1787 et 1788 il anime le courrier des lecteurs du quotidien  par une série de lettres où se mêlent érudition philologique, polémique et ironie voltairienne.

## Feydel sous la Révolution
En 1789, Gabriel Feydel publie « Récit de ce qui s'est passé à l'Assemblée des électeurs de la ville de Paris, tenue le 25 juin 1789, dans une salle de l'hôtel dit du Musée ». En tant que secrétaire de la "Société des Amis de la Constitution", il rédige avec Pierre Choderlos de Laclos L'Observateur, qui fut l'un des premiers journaux à paraître, pendant la Révolution. Son nom est mentionné dès le premier numéro, daté du 1er août 1789. C'est en vertu de cette fonction qu'il est cosignataire du Discours sur la liberté du théâtre prononcé par Jean-François de La Harpe le 17 décembre 1790. La publication de ce journal fut interrompue par deux fois et définitivement le 12 octobre 1790. Dans son Observateur, Gabriel Feydel fait l'éloge de la brochure de Jacques René Humbert intitulée La Lanterne magique. En 1792, il fait imprimer notamment un rapport « Sur la loi du mariage, la loi du divorce et le système de l’adoption ».
En 1794, proscrit, il quitte Paris et survit comme colporteur. Il réapparaît sous  le Directoire, enrôlé dans l'expédition à Constantinople du ministre des relations extérieures Aubert. Le navire dans lequel Feydel est embarqué est capturé par les Anglais. Retenu en Corse, il ne retourne à Paris qu'en  pluviôse an VI. Gabriel Feydel est l'auteur du journal Le Régulateur, ou Gazette de Paris et de l'Europe, Paris, rue Saint-Honoré, 45 numéros, in 4°, 1er vendémiaire, 15 brumaire, an VIII. Après l'an VIII, Gabriel Feydel  cesse d'intervenir dans la politique et remplit à nouveau les colonnes du Journal de Paris de ses polémiques littéraires et érudites, exactement comme avant la Révolution.

## Feydel et la Corse
En 1799, Feydel adresse aux membres du Directoire un rapport sur la Corse, qui sera publié par la suite (1803) sous le titre Mœurs et coutumes des Corses, dans lequel il fait remarquer que « le Corse est vif, intrépide, spirituel et adroit, mais excessivement paresseux de corps et d'esprit ». La conclusion de ce rapport est impitoyable pour le comportement des habitants de l'île, qui, selon lui, est dangereusement contagieux : « Marier des garçons français avec des filles corses, protéger l'agriculture et créer des manufactures, tels furent les moyens principaux que le gouvernement de Versailles adopta pour atteindre le grand but commercial qu'il se proposoit, lorsque l'isle eut été soumise. L'expérience lui a prouvé que le Français qui s'établit en Corse contracte la paresse habituelle du pays, au lieu d'y donner l'exemple de l'activité française ». 

## Un ouvrage controversé
En 1807, il publie anonymement, sous le pseudonyme « P*. P* P* », chez Antoine-Augustin Renouard, un ouvrage controversé Remarques morales, philosophiques et grammaticales sur le Dictionnaire de l’Académie françoise, dont Ferdinand Brunot, dans un brève analyse dira : « C’est un livre d’une certaine importance. L’auteur n’a aucune intention de dénigrer l’ouvrage qu’il commente. Sa préface, très courte, se termine même par une phrase très élogieuse : "Avec toutes les négligences qui déparent le dictionnaire de l’Académie, cet ouvrage est encore le mieux fait de tous les dictionnaires de langues vivantes" », ajoutant «  malheureusement, l’auteur n’est pas un savant, tant s’en faut ; il accepte les bourdes les plus grossières et affirme avec force des étymologies ou des explications souvent ridicules ».
Quant à l'abbé André Morellet, secrétaire perpétuel de l’Académie française lorsque celle-ci fut dissoute en 1793, il reçut un exemplaire de l’ouvrage de Feydel, sur lequel il porta cette note manuscrite : « Cet ouvrage est presque tout entier parfaitement ridicule. J’en ai relaté beaucoup de sottises dans une brochure ».